# Колб, Вячеслав Адамович
Вячеслав Адамович Колб (род. 20 мая 1963) — российский молекулярный биолог, доктор биологических наук, ученик академика А. С. Спирина, директор Института белка РАН.

## Биография
Родился в г. Пинске, Белоруссия.
В 1980 г. окончил с золотой медалью среднюю школу с преподаванием ряда предметов на французском языке и поступил на химический факультет МГУ им. М. В. Ломоносова. В 1985 г. с отличием окончил университет и был принят на стажировку в лабораторию механизмов биосинтеза белка (руководитель — академик А. С. Спирин) Института белка РАН. По окончании стажировки в 1987 г. принял предложение остаться в лаборатории на должности младшего научного сотрудника.
С 1991 г. по 2018 г. исполнял обязанности заместителя заведующего лабораторией, с 2004 г. по 2018 г. работал в качестве ведущего научного сотрудника этой лаборатории, в 2018 г. возглавил лабораторию механизмов биосинтеза белка.
В 2015 г. назначен исполняющим обязанности директора, а в 2017 г. избран на должность директора Института белка РАН. В 2022 г. избран на эту должность повторно.
Преподавательская деятельность связана с МГУ им. М.В. Ломоносова. С 1987 г. по 2018 г. (с перерывами на стажировку в Техасском Университете в Остине) вёл курс «Энзимология трансляции» на кафедре молекулярной биологии Биологического факультета МГУ. С 2004 по 2016 г. в должности профессора кафедры читал часть семестрового курса лекций по молекулярной биологии, в 2017 и 2018 г.г. читал этот курс лекций в полном объёме. С 2019 г. преподаёт на факультете Биотехнологии и в Учебном центре Института белка РАН.
В 2006 г. избран членом совета по защите докторских и кандидатских диссертаций при МГУ им. М. В. Ломоносова Д 501.001.76 (в дальнейшем — диссертационный совет МГУ.03.01 при Московском государственном университете им. М.В. Ломоносова), в котором работал до 2019 г., в том числе — заместителем председателя этого совета с 2013 г. до 2019 г.

## Основные научные результаты
- Впервые осуществлена прямая экспериментальная демонстрация котрансляционного сворачивания глобулярного белка;
- Показано, что синтезируемый на рибосоме полипептид приобретает структуру биологически активного белка в момент выхода из рибосомы;
- Впервые описаны условия, при которых сворачивание синтезируемого полипептида в структуру биологически активного белка может быть завершено прямо на рибосоме, до терминации трансляции и выхода белка в цитозоль;
- Продемонстрирована принципиальная возможность котрансляционного сворачивания многодоменного эукариотического белка в бактериальном цитозоле;
- Впервые получены количественные данные по экспонированности всех белков на поверхности бактериальной рибосомы.
- Предсказан и экспериментально подтверждён механизм ингибирования трансляции антибиотиком микроцином С.

## Награды
1. Государственная премия Российской Федерации для молодых учёных за выдающиеся работы в области науки и техники 1997 года[3] — за работу «Котрансляционное сворачивание белков».
2. Государственная премия Российской Федерации в области науки и техники 2000 года (за работу «Тритиевая планиграфия биологических макромолекул»).

## Интересная информация
Происходит из рода Колбов герба Калинова (Kalinowa).

## Избранные работы
1. Колб В. А., Спирин А. С. (1999) Исследование структуры рибосом. В «Тритиевая планиграфия биологических макромолекул», Баратова Л. А., Богачёва Е. Н., Гольданский В. И., Колб В. А., Спирин А. С., Шишков А. В., ред. Шишков А. В., Наука, Москва, с. 112—129.
2. Kolb V.A., Makeyev E.V., Spirin A.S. (1994) Folding of firefly luciferase during translation in a cell-free system. EMBO J., 13, 3631 — 3637.
3. Kolb V.A., Makeyev E.V., Kommer A., Spirin A.S. (1995). Cotranslational folding of proteins. Biochem. Cell Biol.,73, 1217—1220.
4. Makeyev E.V., Kolb V.A., Spirin A.S. (1996). Enzymatic activity of the ribosome-bound nascent polypeptide. FEBS Lett. 378, 166—170.
5. Agafonov D.E., Kolb V.A, Spirin A.S. (1997). Proteins on ribosome surface: Measurements of protein exposure by hot tritium bombardment technique. Proc. Natl. Acad. Sci. USA, 94, 12892-12897.
6. Agafonov D.E., Kolb V.A., Nazimov I.V., Spirin A.S. (1999). A protein residing at the subunit interface of the bacterial ribosome. Proc. Natl. Acad. Sci. USA, 96, 12345-12349.
7. Kolb V.A., Makeyev E.V., Spirin A.S. (2000). Co-translational folding of an eukaryotic multidomain protein in a prokaryotic translation system. J.Biol.Chem., 275, 16597-16601.
8. Agafonov D.E., Kolb V.A., Spirin A.S. (2001). Ribosome-associated protein that inhibits translation at the aminoacyl-tRNA binding stage. EMBO Reports, 5, 399—402.
9. Kolb V.A., Kommer A., Spirin, A.S. (2002). Co-translational protein folding in prokaryotic and eukaryotic cell-free translation systems. In «Cell-Free Translation Systems», Ed. Spirin A.S., Springer-Verlag, Heidelberg, Berlin, New-York, pp. 123—132.
10. Svetlov M.S., Kommer A., Kolb V.A., Spirin, A.S. (2006). Effective cotranslational folding of firefly luciferase without chaperones of the Hsp70 family. Protein Science, 15, 242—247.
11. Metlitskaya A., Kazakov T., Kommer A., Pavlova O., Praetorius-Ibba M., Ibba M., Krasheninnikov I., Kolb V., Khmel I, Severinov K. (2006) Aspartyl-tRNA Synthetase Is the Target of Peptide Nucleotide Antibiotic Microcin C. J.Biol.Chem., 281, 18033-18042.